# Conwy Castle
Conwy Castle (Welsh: Castell Conwy) is een kasteelruïne in Conwy, aan de noordkust van Wales. Conwy Castle staat op de Werelderfgoedlijst van UNESCO. De brug Conwy Suspension Bridge loopt vlak langs het kasteel. 

## Geschiedenis
Het kasteel werd gebouwd in 1283-1289 als onderdeel van koning Eduard I van Engelands tweede veldtocht in Noord-Wales. Zoals veel van de kastelen in dit gebied is het ontworpen door James of St. George. De bouw kostte 15.000 pond, het grootste bedrag dat Eduard aan zijn Welshe kastelen besteedde tussen 1277 en 1304.
Tot de Engelse Burgeroorlog werd het kasteel nooit belegerd en alleen sporadisch gebruikt in de 14e eeuw. Eduard heeft er slechts een enkele keer korte tijd verbleven, toen hij werd gevangengenomen tijdens de Welshe opstand van 1294. Zijn eerste vrouw en koningin Eleonora van Castilië stierf in 1290, maar zij verbleef meestal in het buitenland en kan het kasteel alleen in aanbouw gezien hebben. In 1301 kwam de toekomstige troonopvolger Eduard II naar het kasteel en verbleef er een paar maanden. In 1665 werd al het hout, ijzer en lood uit het kasteel gehaald door William Milward in opdracht van de derde Lord Conway.
In 1986 werd het kasteel opgenomen op de Werelderfgoedlijst als onderdeel van de inschrijving "Kastelen en stadsmuren van King Edward in Gwynedd", waartoe ook Beaumaris Castle, Caernarfon Castle en Harlech Castle behoren.

## Afbeeldingen

Conwy Castle
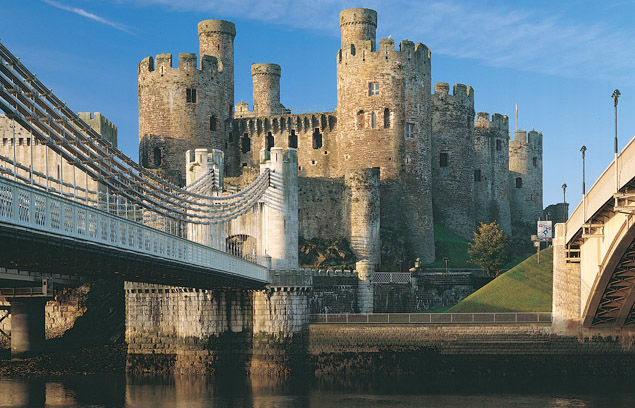
Zicht op kasteel vanaf de rivier de Conwy
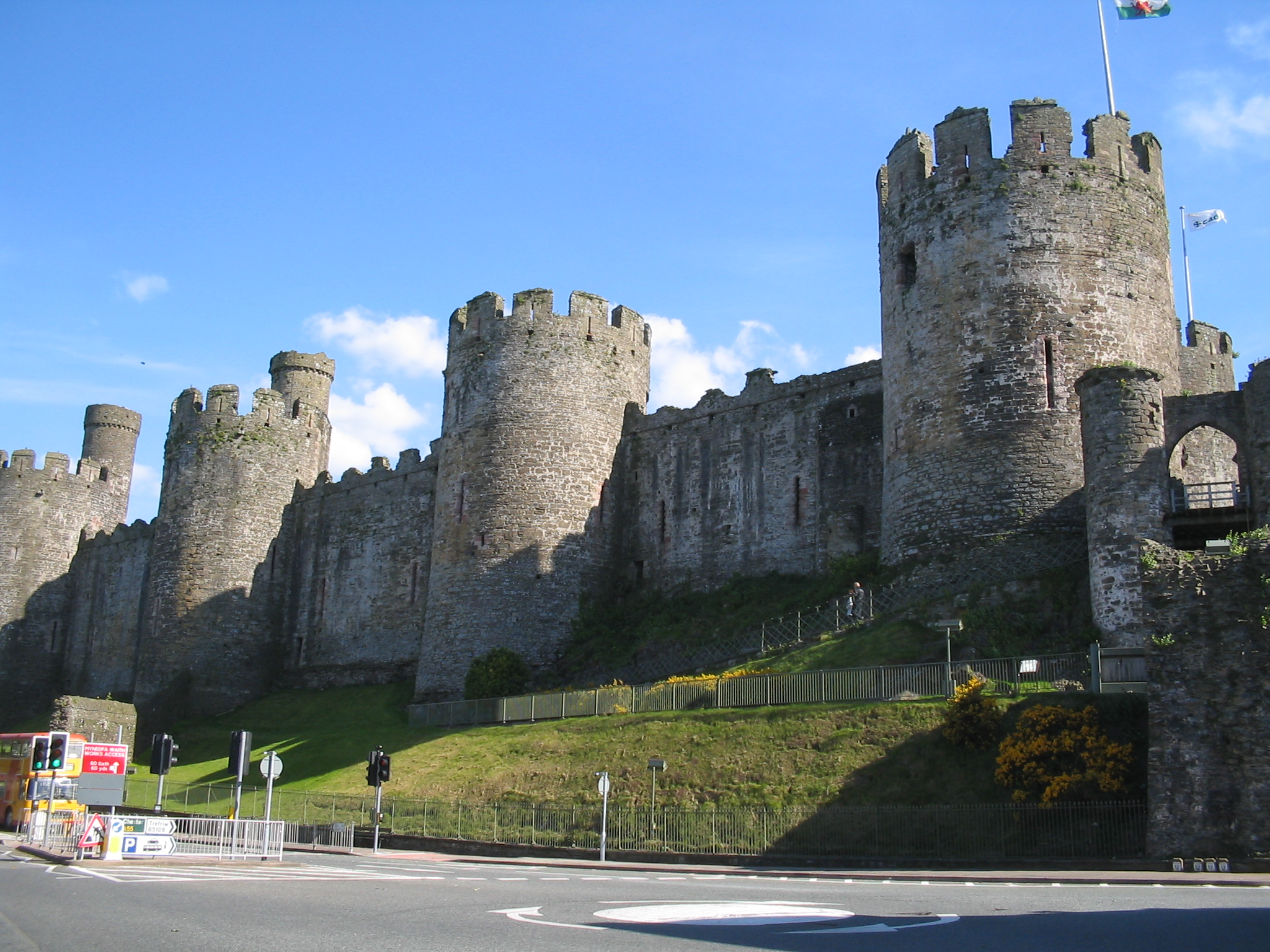
Noordelijk deel van het kasteel
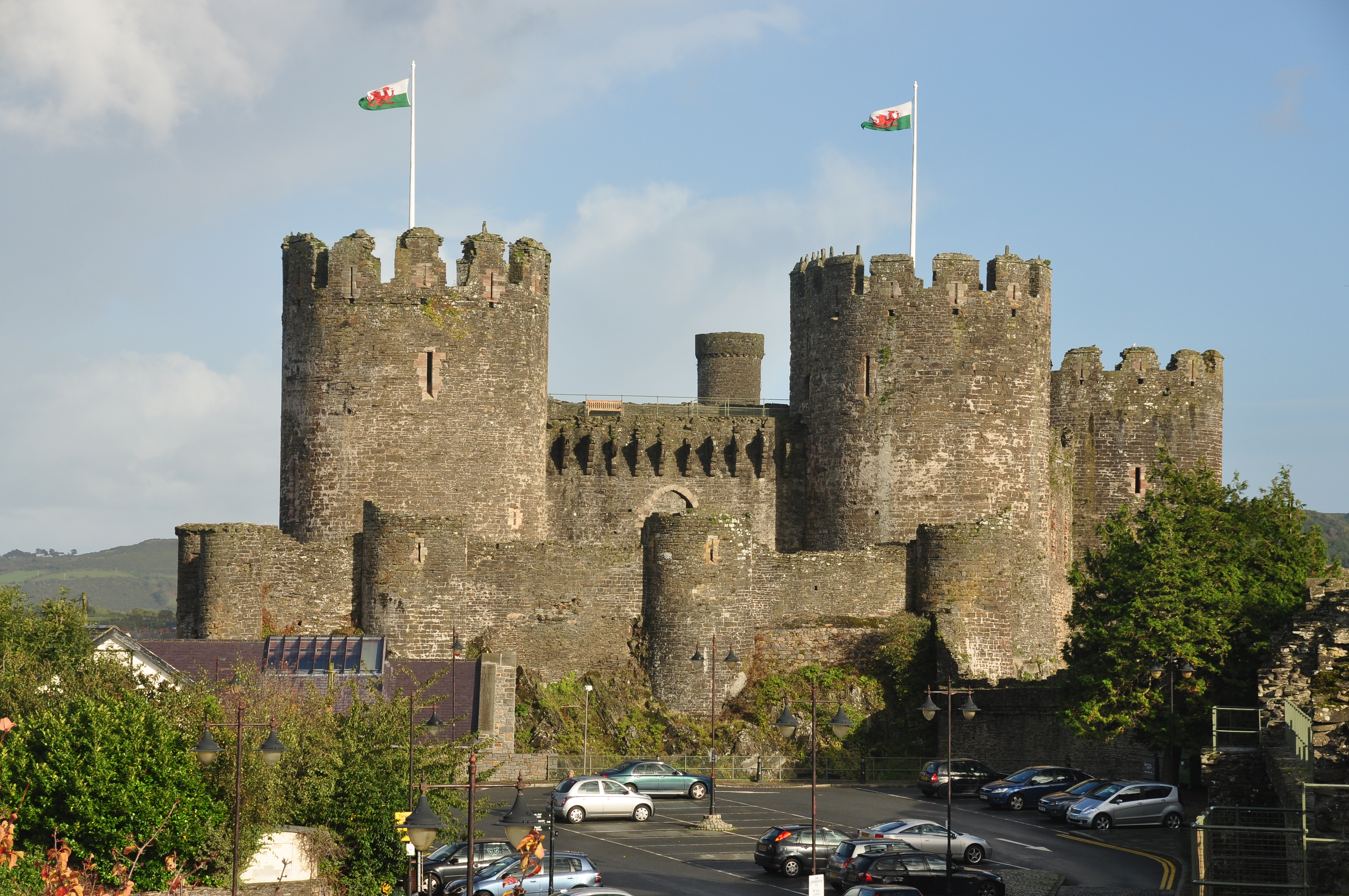
Gezien vanuit het westen
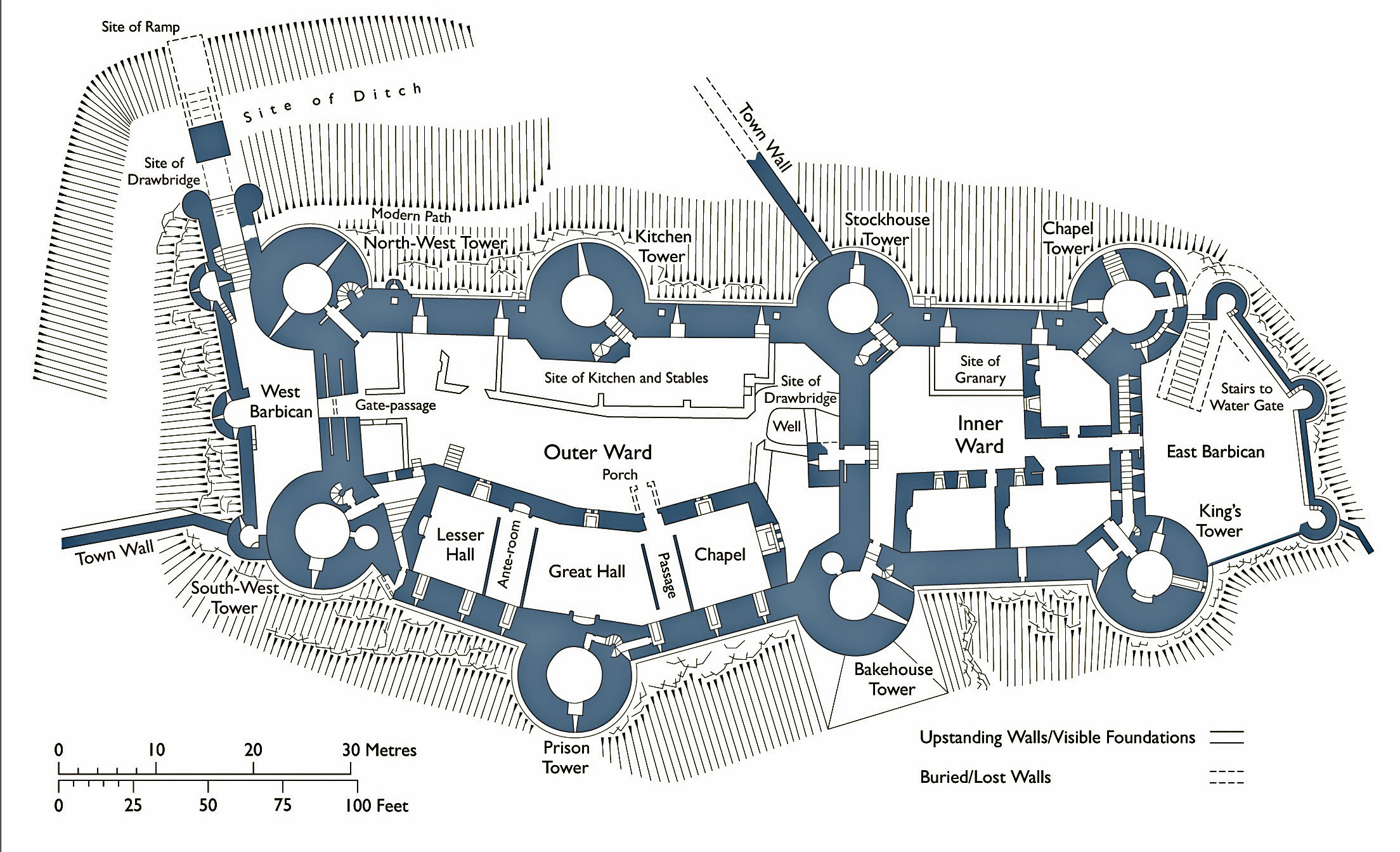
Plattegrond van het kasteel